# Кінбурнська коса (регіональний ландшафтний парк)
Кі́нбурнська Ко́са — регіональний ландшафтний парк в Україні. Об'єкт природно-заповідного фонду Миколаївської області. 
Розташований на півдні Миколаївської області, в межах Очаківського району на Кінбурнському півострові.

## Історія та призначення

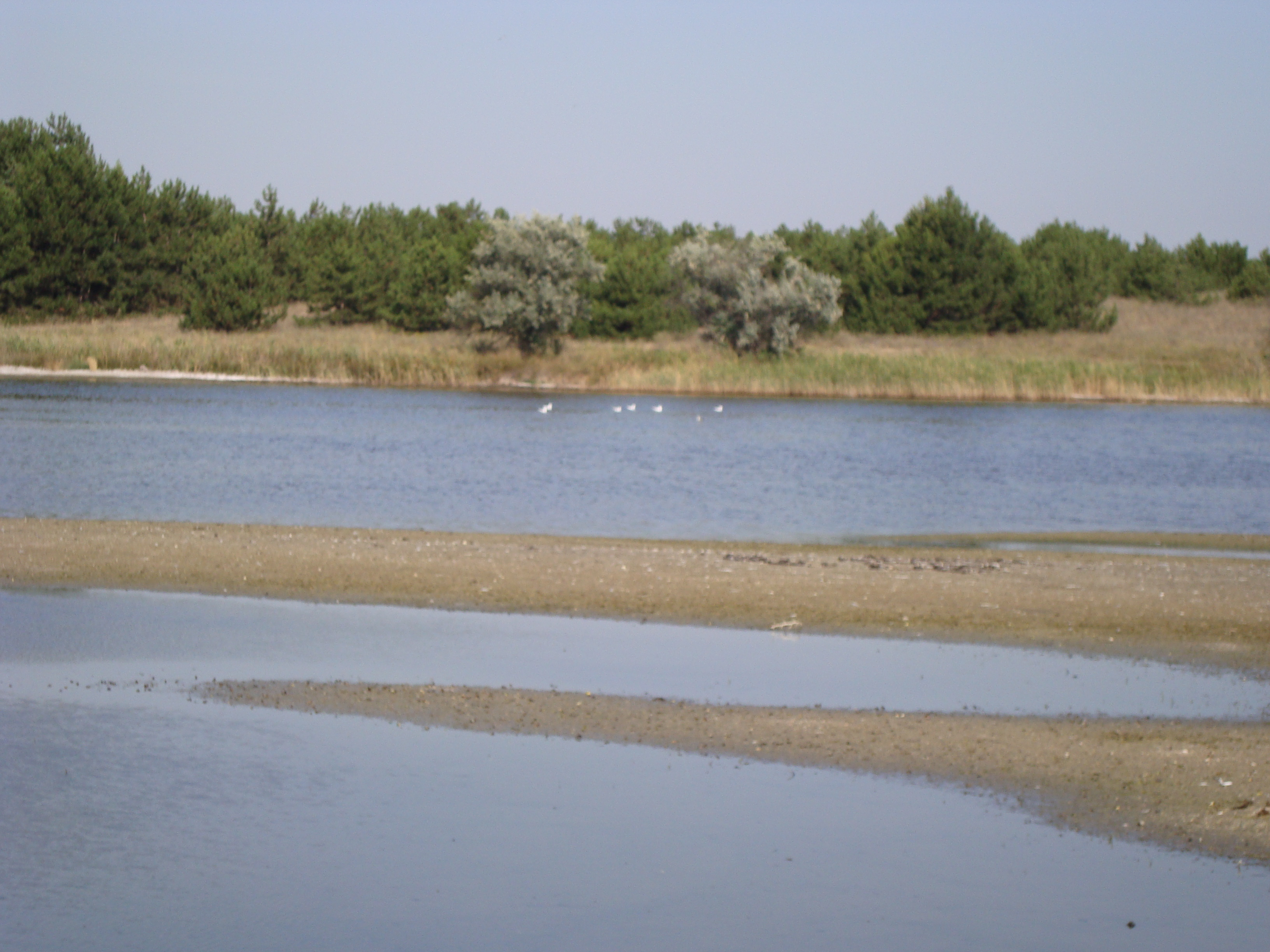
Соснові насадження та маслинки

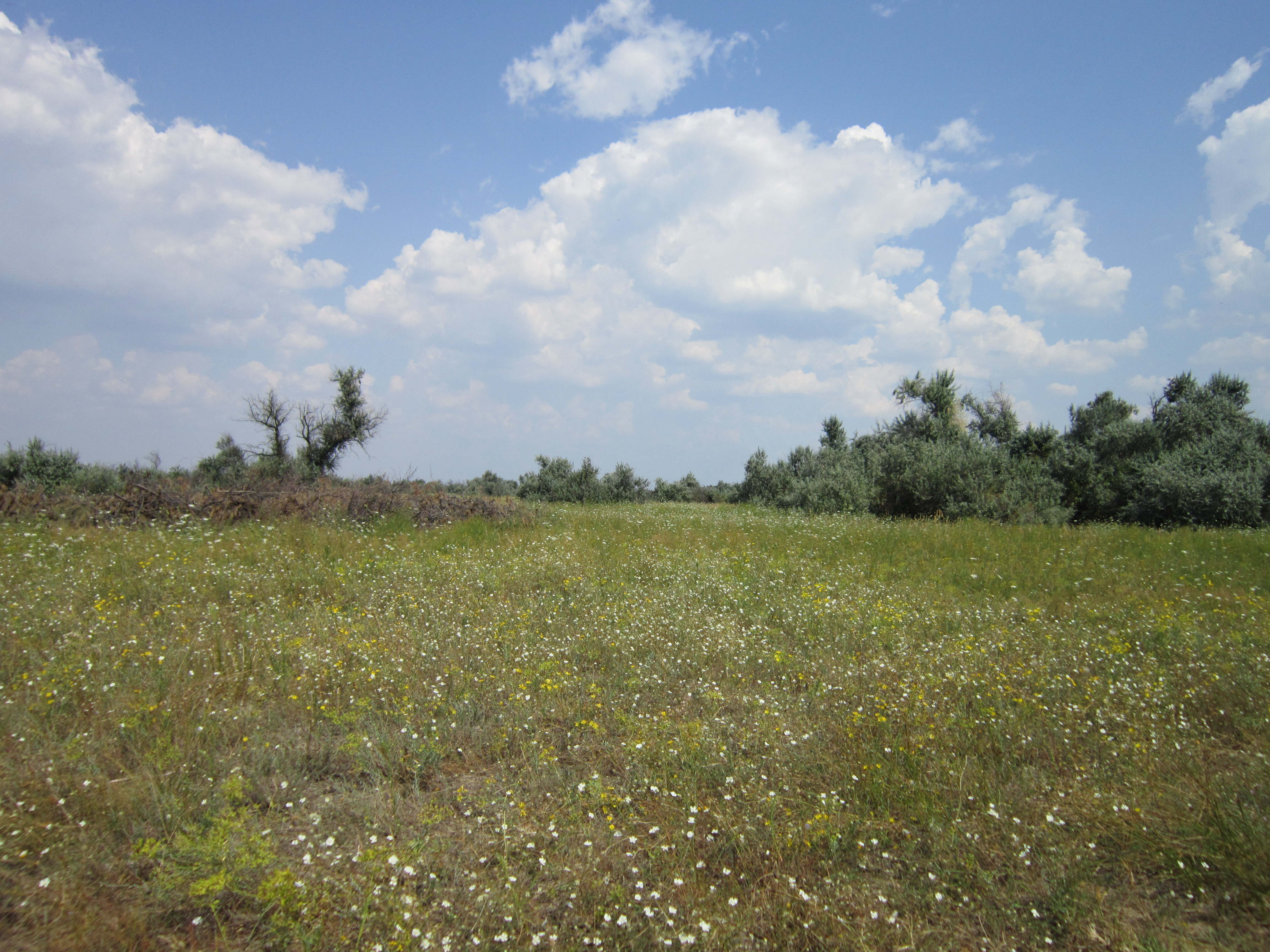
Степова ділянка на Кінбурнській косі

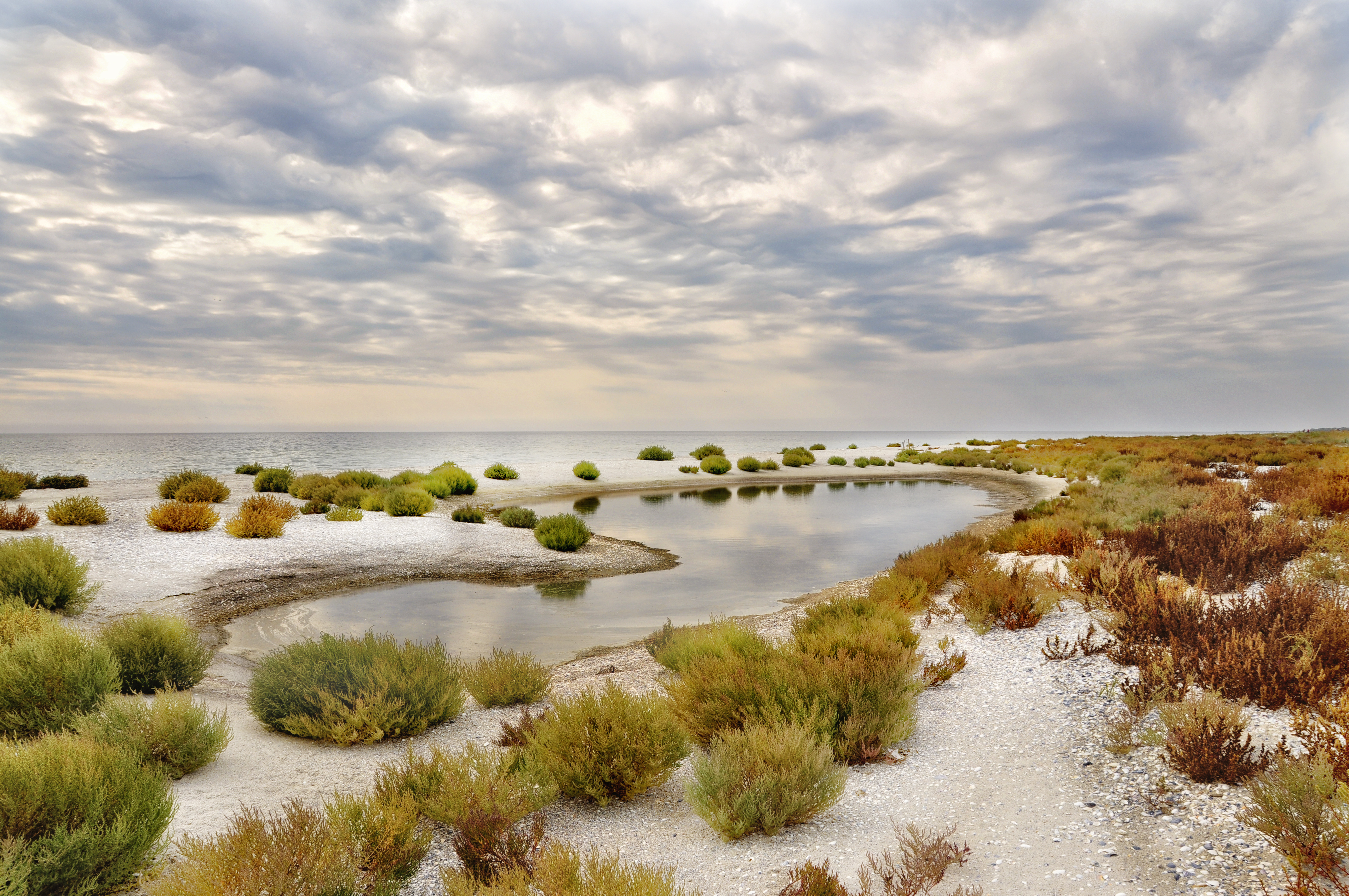
Кінбурнська коса восени

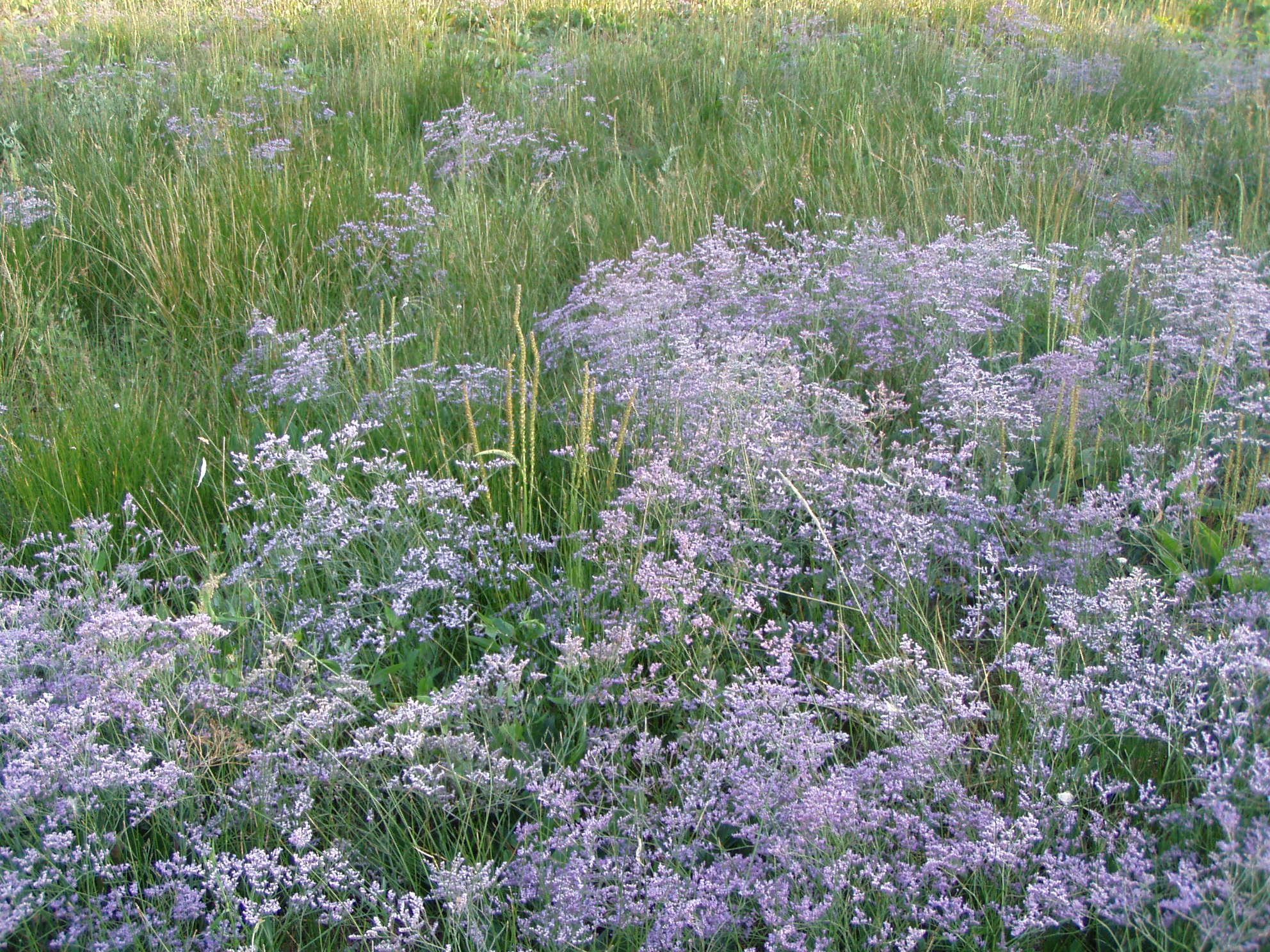
Рослинність Кінбурнської коси

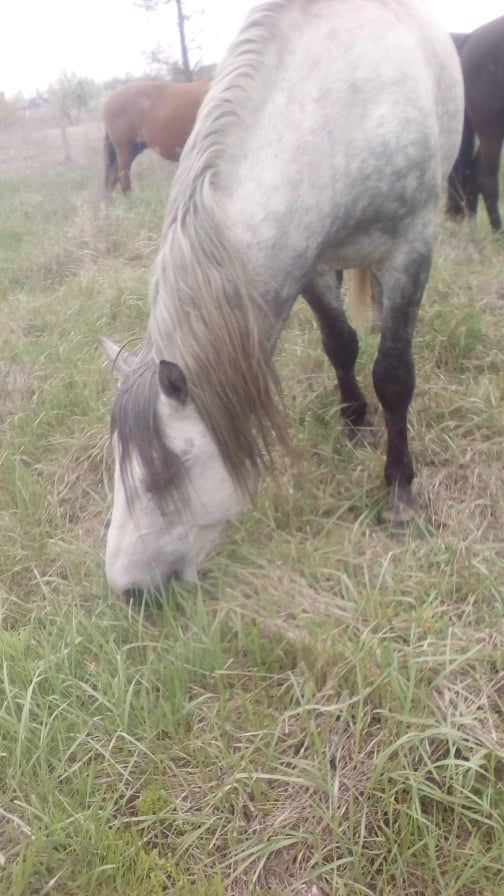
Кінбурнська весняна трава смакує диким коням.

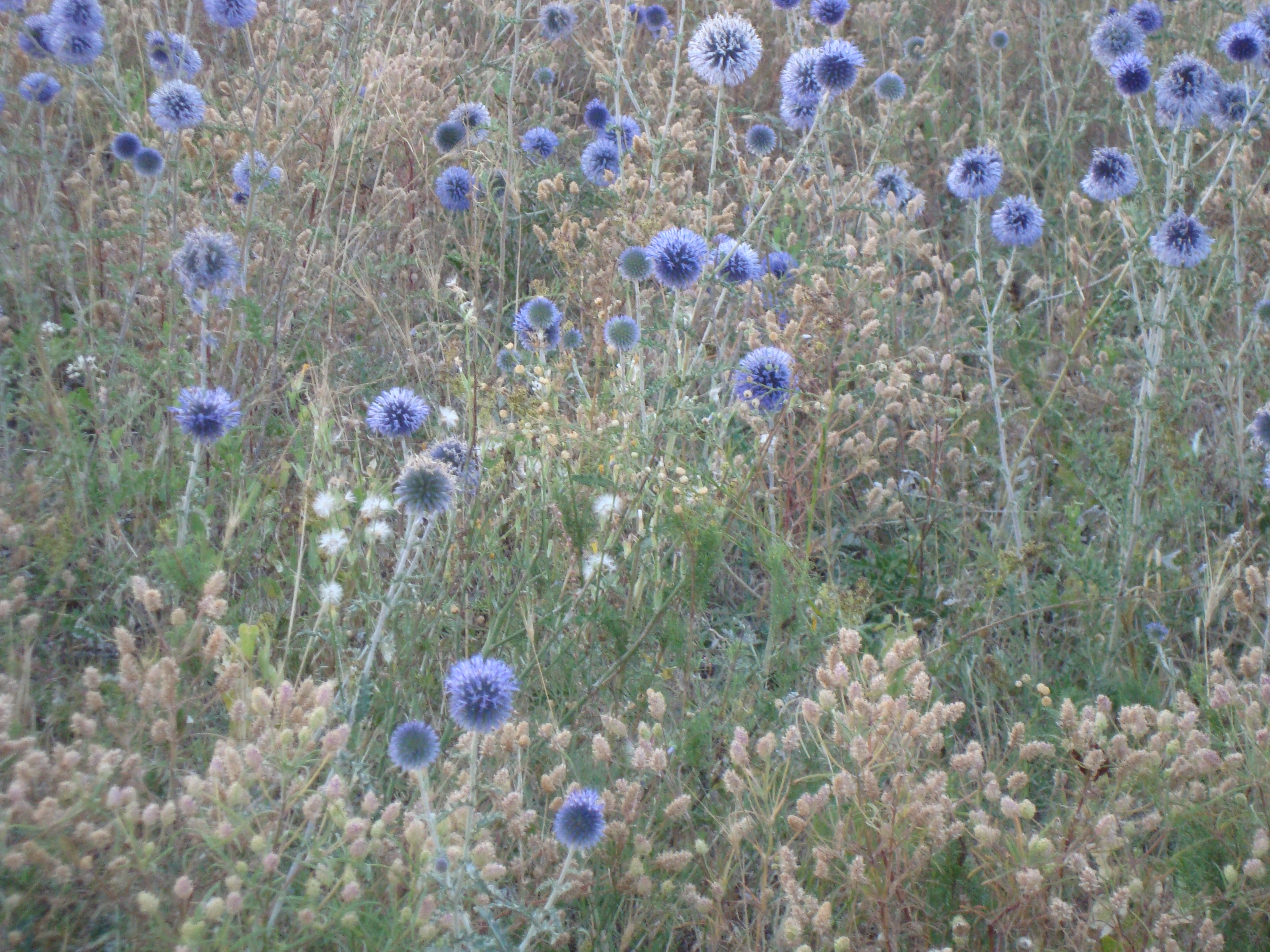
Квіти Кінбурнської коси

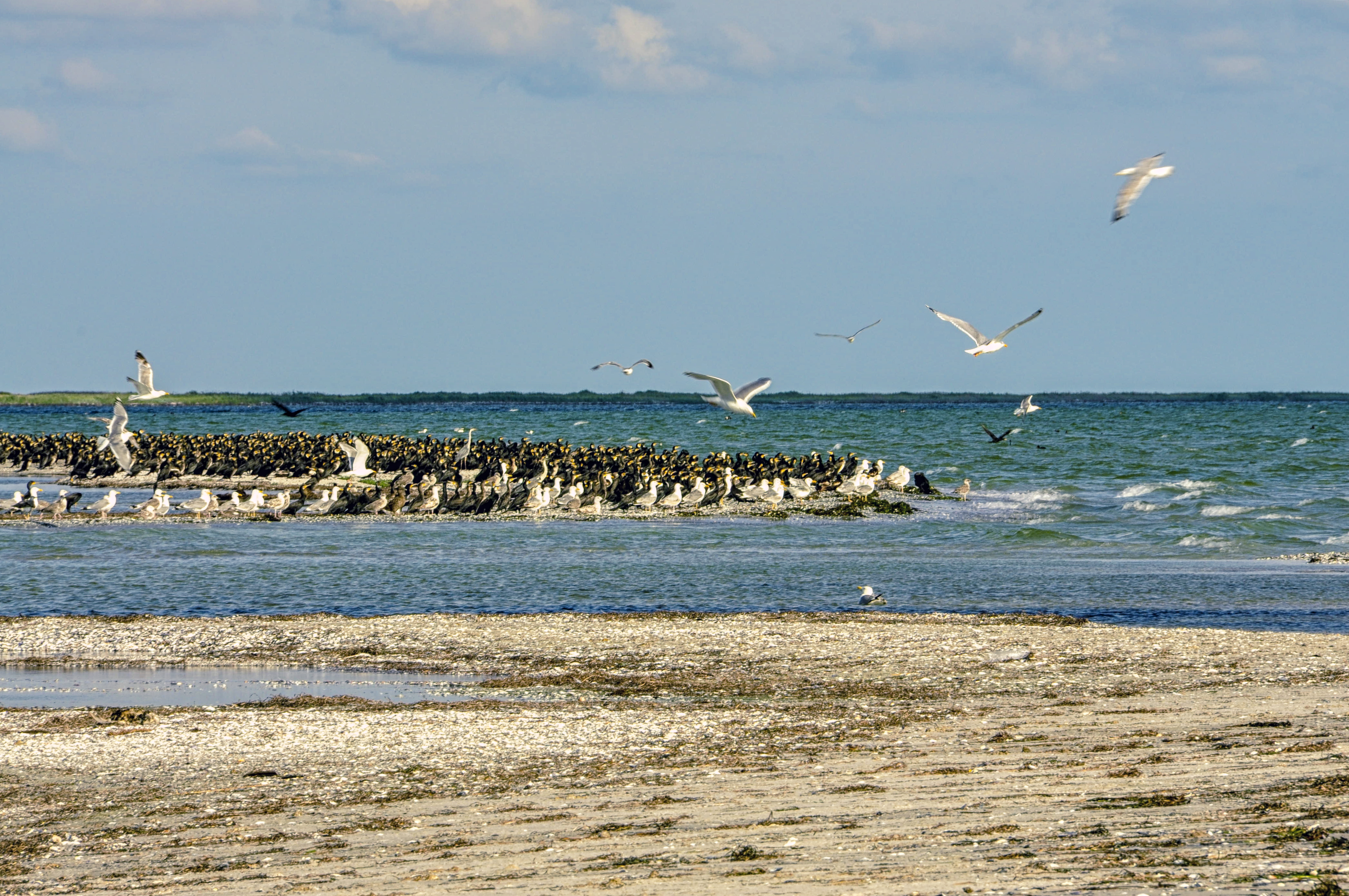
Мартини та баклани на Кінбурнській косі

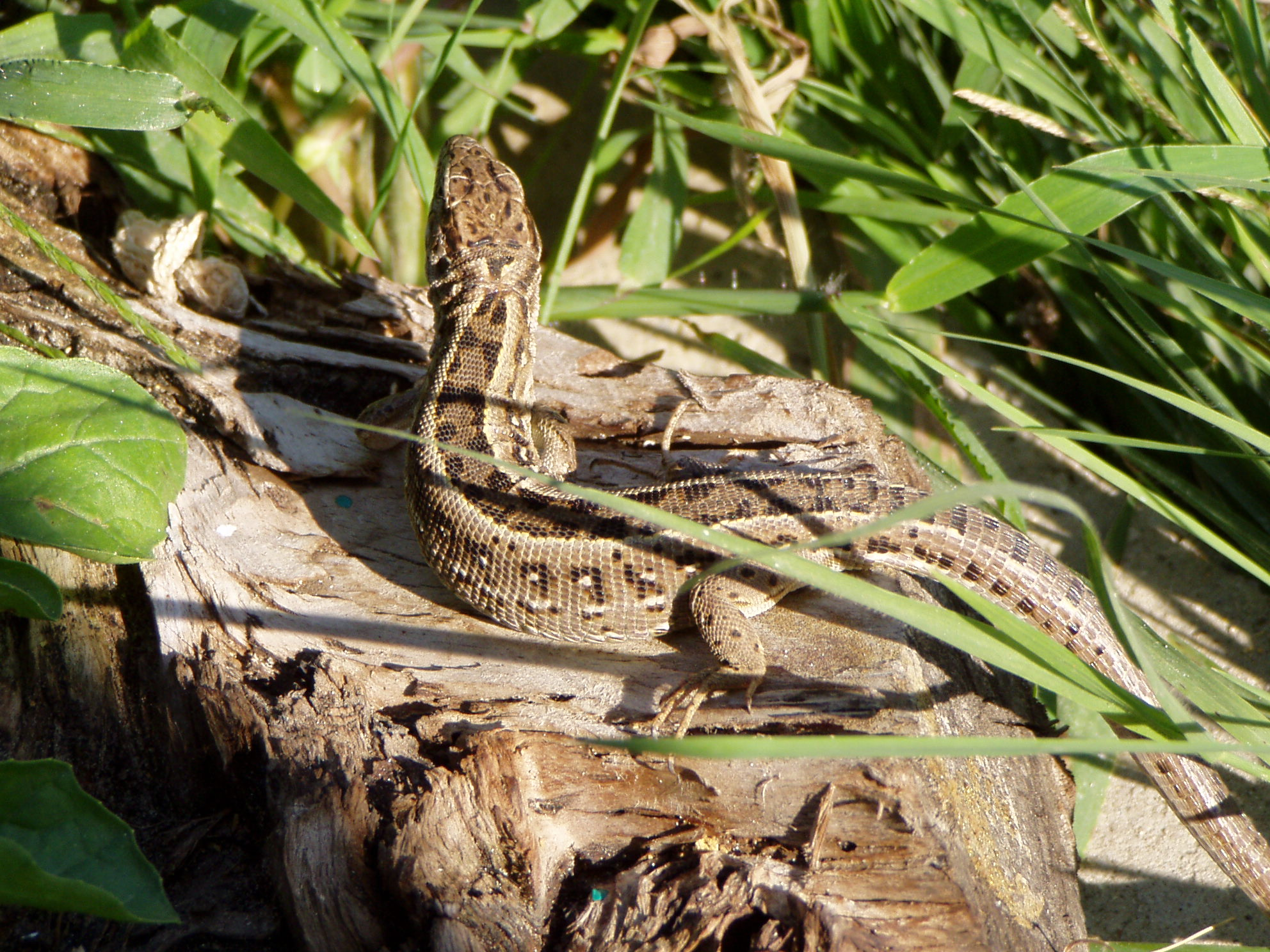
Плазун на Кінбурнській косі

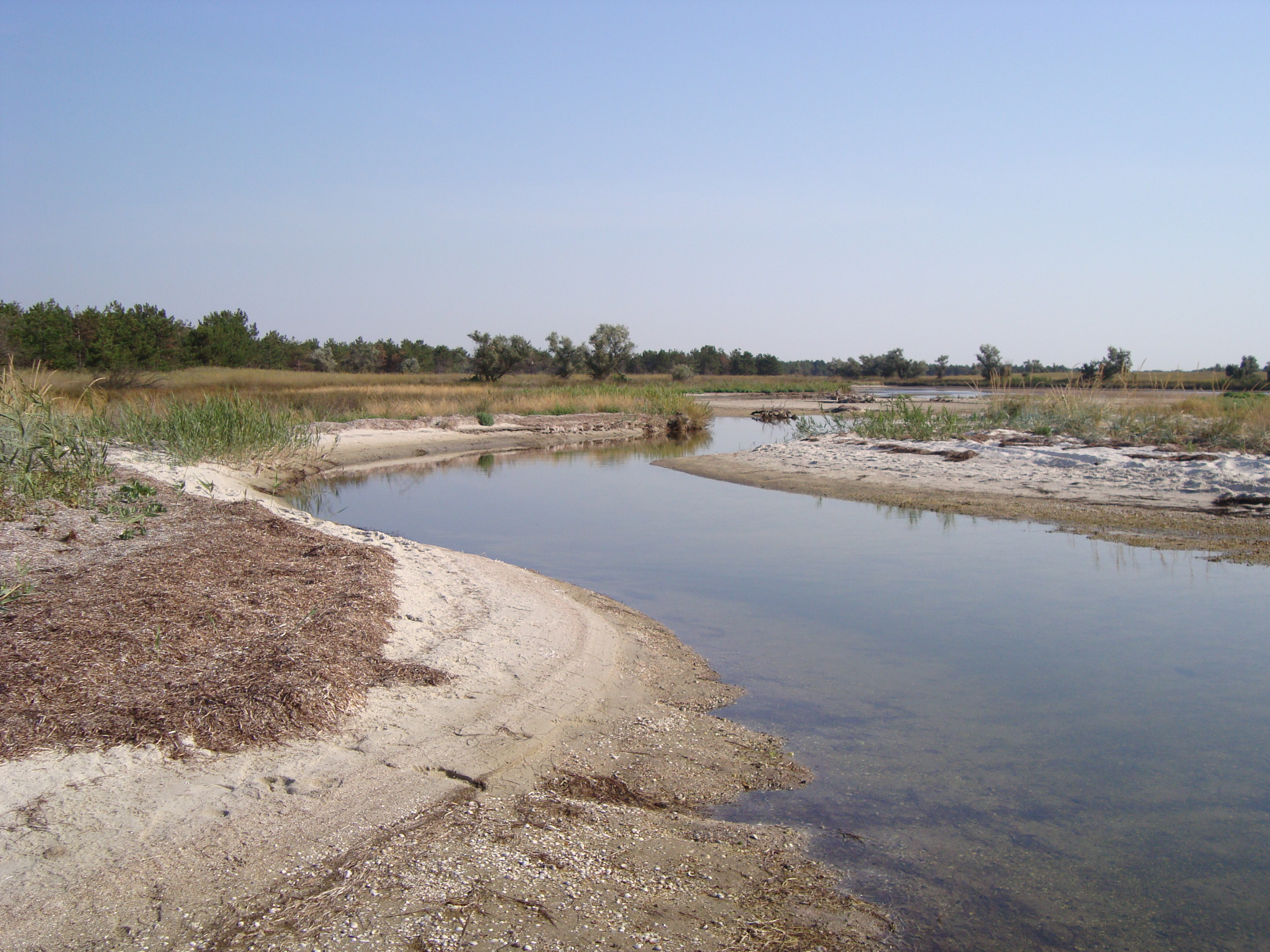
Кінбурнська коса

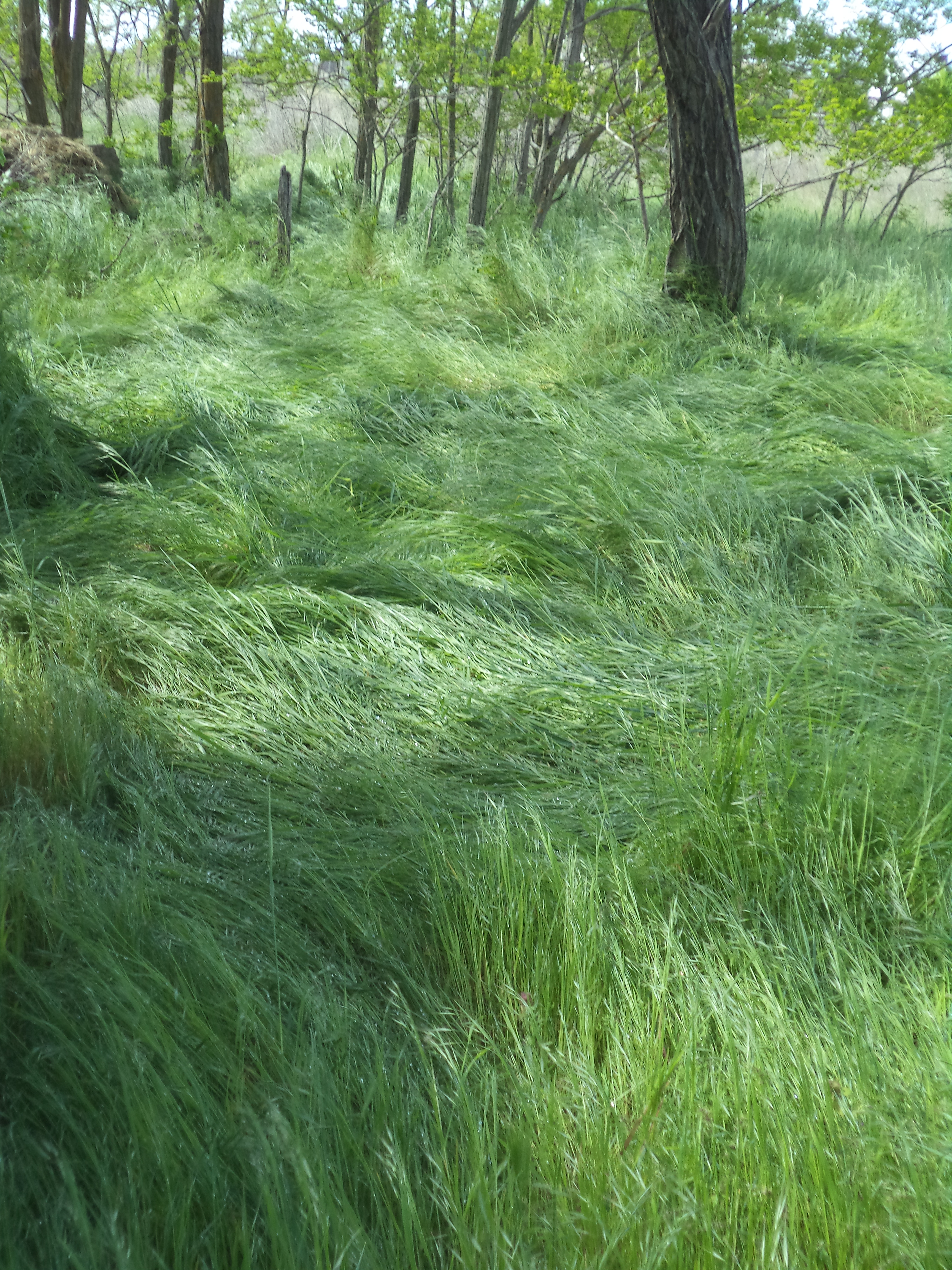
Зелене море кінбурнської весни.

Регіональний ландшафтний парк «Кінбурнська Коса» був оголошений рішенням Миколаївської обласної ради народних депутатів № 16 від 15 жовтня 1992 року. 
Має на меті відродження та збереження ландшафту, флори і фауни коси, рекреацію, а окрім того й задоволення потреб населення навколишніх сіл. 
Входить до складу Національного природного парку «Білобережжя Святослава».

## Ландшафт
Площа становить 17890 га, з них 5631 га — акваторія. 
До складу парку входить Кінбурнській півострів та прилегла кілометрова акваторія Дніпровсько-Бузького лиману, Чорного моря, Ягорлицької затоки. Південна частина суходолу Кінбурнської коси та акваторія Ягорлицької затоки з 1995 року мають статус водно-болотного угіддя міжнародного значення під назвою «Ягорлицька затока». 
Дирекція парку раніше перебувала у селі Покровка, а тепер в Очакові.

## Флора
Переважним типом рослинності природного походження на Кінбурнській косі є піщані степи. Трапляються лісові, лучні, гігрофільні й солончакові рослинні угруповання. Флора складається зі значної кількості ендемічних, рідкісних і зникаючих видів рослин, що перебувають під охороною. Серед них: береза дніпровська, волошка короткоголова, чебрець дніпровський, білоцвіт літній та багато інших. Тут розташоване найбільше в Європі поле орхідей — Покровське орхідне поле. На ньому зростають зозулинці болотний, блощичний та розмальований, запашний, салеповий. Ці види, занесені до Червоної книги України. В середньому на 1 м² зростає 30 — 40, а в окремі роки — до 100 особин. Всього тут знайдено 465 видів рослин, з них 36 — ендеміки Нижньодніпровських пісків, 6 — занесені до Європейського червоного списку, 9 — до Червоної книги України.

## Фауна
Багатою є фауна ландшафтного парку. Тут трапляється понад 4700 видів тварин, з них 132 — види Червоної книги України. Серед червонокнижних видів тут зафіксовані: скарабей священний, емпуза смугаста, осетер європейський, гадюка степова, ходуличник, орлан-білохвіст, сліпак піщаний, ємуранчик звичайний, афаліна чорноморська та багато інших.

### Комахи
Ентомофауна представлена рідкісними видами, такими як: дибка степова, махаон, подалірій, поліксена, сколія велетенська і степова, бджола-тесляр звичайна і фіолетова, цератофій багаторогий, красотіл пахучий, волочиця велетенська, емпуза смугаста і піщана, скарабей священний та інші.

### Плазуни
Однією з найрізноманітніших в Україні є герпетофауна парку. Тут розташоване одне з основних ядер збереження популяції гадюки степової. Популяція полоза Палласова, що мешкає тут, у зв'язку з численністю, є чи не найважливішою для збереження генофонду цього виду в Україні. Серед інших рідкісних плазунів можна зустріти ящірку прудку чорноморську — підвид, ендемічний для Північно-Західного Причорномор'я.

### Птахи
Кінбурнська коса лежить на природному міграційному шляху багатьох видів птахів. Тут вони збираються для відпочинку, гніздування, зимують. Тут трапляється понад 240 видів птахів. На Кінбурнській косі мешкають пелікани, великі колонії чапель, на островах Довгому і Круглому — гага.

### Ссавці
Серед ссавців, що належать до плавневих комплексів і колків та занесені до Червоної книги України, тут мешкають: кутора мала, горностай, річкова видра, сліпак піщаний (останній є ендемічним для Нижньодніпровських пісків).

### Безхребетні
Значну наукову і практичну цінність мають донні безхребетні реліктової понто-каспійської фауни (всього 96 видів).